# Мильяр, Виктор
Викто́р Милья́р (фр. Victor Milliard;  19 декабря 1844 года, Ле-Андели — 9 мая 1921 года, Париж) — французский адвокат и политический деятель. 

## Биография
Родился в 1844 г., был адвокатом; с 1887 по 1890 г. член палаты депутатов; затем сенатор. В декабре 1897 г. получил портфель юстиции в правительстве Мелина; в июне 1898 г. вышел в отставку вместе со всем кабинетом.